# Camilo Cienfuegos

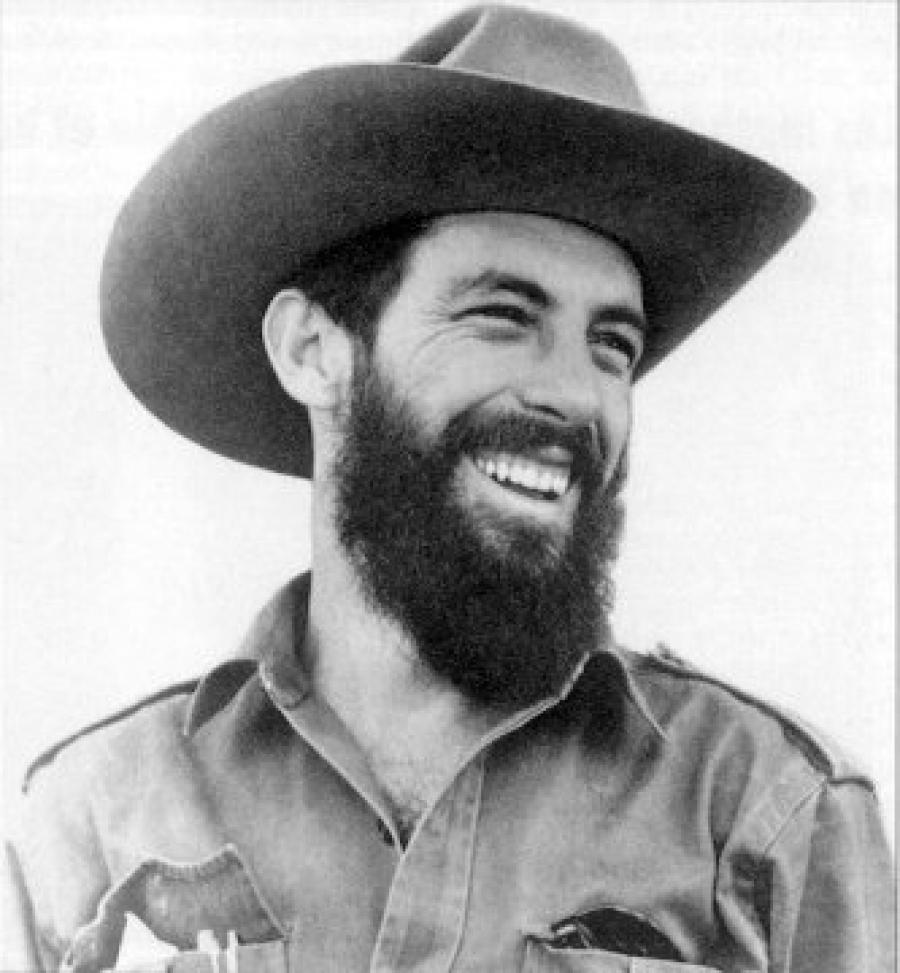
Camilo Cienfuegos

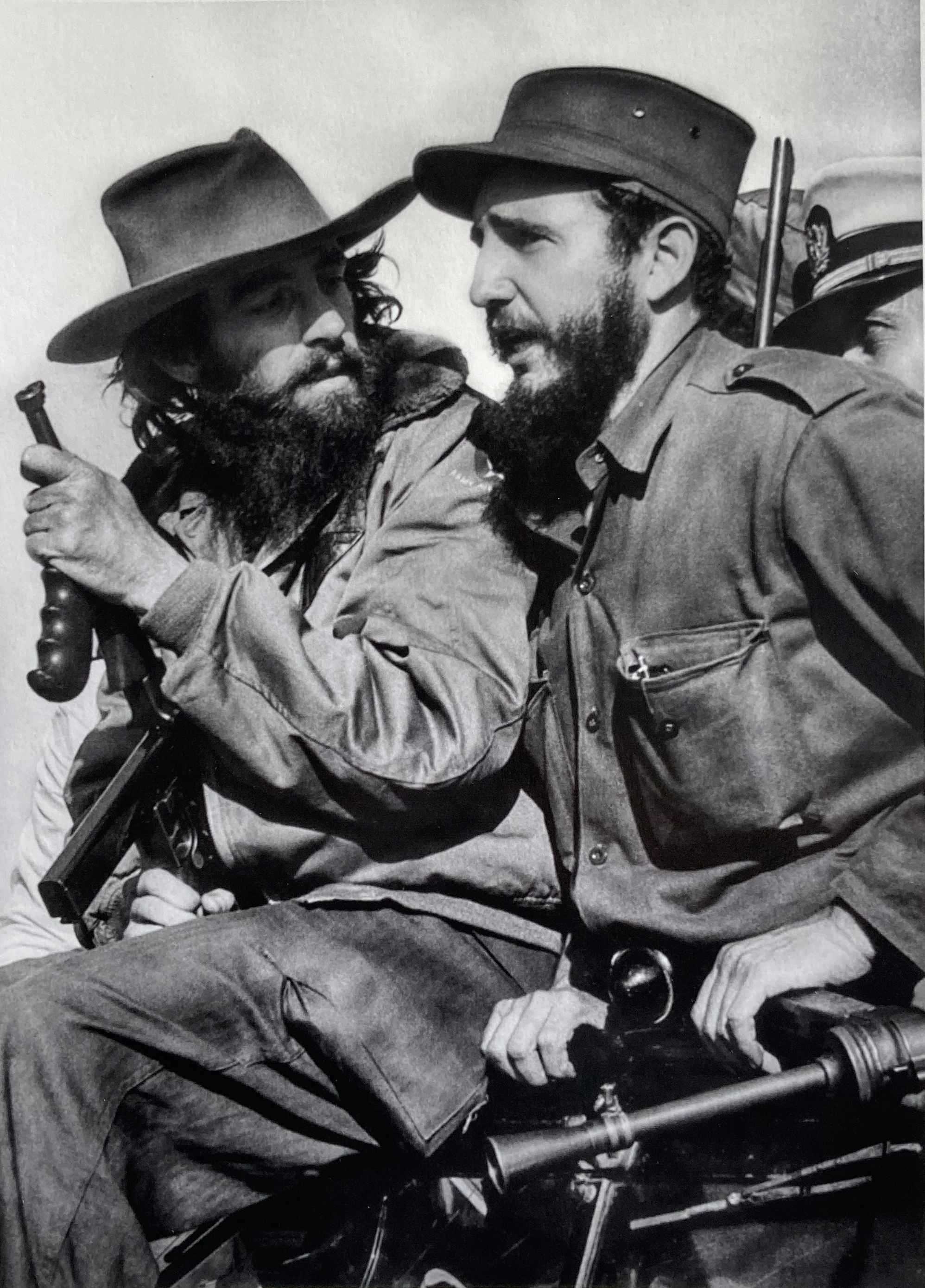
Camilo Cienfuegos en Fidel Castro in Havana op 8 januari 1959

Cienfuegos op de muur van het ministerie in Havana

Camilo Cienfuegos Gorriarán (Havana, 6 februari 1932 - tussen Camagüey en Havana, 28 oktober 1959) was een Cubaans revolutionair.
Cienfuegos was actief in illegale activiteiten tegen de Cubaanse dictator Fulgencio Batista en speelde een belangrijke rol in de Cubaanse Revolutie. Hij was een van de vier belangrijkste figuren in deze revolutie, samen met Fidel Castro, Raúl Castro en Che Guevara.
Hoewel Cienfuegos in de rest van de wereld niet zo bekend is als de andere Cubaanse revolutionairen wordt hij nog steeds door de Cubaanse bevolking vereerd. Zijn sterfdag is een nationale feestdag waarop Cubaanse kinderen een bloem in de Caribische zee werpen met de spreuk "Una flor para Camilo" (een bloem voor Camilo).

## Jeugd
In 1953 vertrekt Cienfuegos naar de Verenigde Staten waar hij zich gedurende een verblijf van zeven maanden politiek bewust wordt en na Fidel Castro's aanval op de Moncadakazerne van 26 juli, probeert hij actief steun te verwerven voor de opstandelingen. Opgepakt door de Immigratiedienst wordt hij de Verenigde Staten uitgezet en keert terug op Cuba.
Op 7 december 1955 neemt Cienfuegos deel aan een studentendemonstratie ter nagedachtenis van de Cubaans volksheld Antonio Maceo. Tijdens de demonstratie komt het tot schermutselingen met de politie waarbij Cienfuegos in het been geraakt wordt door een politiekogel. Hij beschrijft de aansluitende emotionele ervaringen als de belangrijkste van zijn leven. Als hij naar het ziekenhuis wordt gedragen, wordt hij door honderden enthousiaste mensen opgewacht bij de ingang en onder applaus naar binnen gedragen. Door de emoties gegrepen roept hij "Vive Cuba". Later beweert hij dat hij vanaf dat moment wist dat Cuba ten koste van alles vrij en onafhankelijk zou moeten worden. Op 28 januari wordt hij gearresteerd door de Buró de Represión de Actividades Comunistas (BRAC, Cubaanse veiligheidsdienst).
In 1956 keert Cienfuegos terug naar de Verenigde Staten om zich van daaruit te voegen bij Fidel in Mexico en samen met hem en 80 medestanders van de Revolutionaire Beweging van de 26e juli de tocht met de Granma te maken naar Cuba.

## Cubaanse Revolutie
Cienfuegos hoorde bij de groep van 12 Cubanen die samen met Fidel en Raul Castro en Che Guevara na de desastreuze landing met de Granma zich hergroeperen in de bergen van de Sierra Maestra. In de opvolgende jaren ontwikkelde Camilo zich van ongedisciplineerd guerrillastrijder tot briljant strateeg. Op 16 april 1958 werd hij bevorderd tot "Comandante" in Fidels strijdkrachten. Voortaan gaf hij leiding aan de derde colonne, bestaande uit ongeveer 700 personen, die tijdens hun opmars naar Havana in onder meer Camagüey en Las Villas heftige strijd voerde met Batista's troepen.
Terwijl Che Guevara met de tweede colonne de stad Santa Clara veroverde, trok Camilo's colonne de provincie Las Villas binnen waar in de gedenkwaardige slag van Yaguajay na harde gevechten en 20 dagen belegering het garnizoen van Yaguajay zich aan Cienfuegos moest overgeven. Hierdoor verkreeg hij de eretitel "Held van Yaguajay".
De successen van de twee colonnes legden een fundament voor het vervolg van de revolutie. Na twee jaar guerrilla gevechten tegen het getalsmatig grotere en door de VS ondersteunde leger van Batista vanuit de Sierra Maestra was hiermee een doorbraak bereikt en lag de weg naar Havana open.
Op 1 januari 1959 vluchtte dictator Batista uit Cuba en onder opperbevel van Comandante Che Guevara rukten de beide colonnes op naar Havanna. Cienfuegos leidde op 2 januari 1959 de intocht van de tweede guerillacolonne in de hoofdstad. Daarbij ontwapende hij met zijn 500 medestrijders meer dan 10.000 soldaten in het hoofdkwartier van Batista die iedere motivatie tot verzet verloren hadden.

## Na de Revolutie
Na de overwinning was hij werkzaam in het opperbevel van het Leger en streed hij tegen de contrarevolutionairen. Daarnaast hield hij zich ook bezig met de hervorming van de landbouw.
De Cubaanse auteur en historicus Carlos Franqui schrijft het tegenovergestelde in zijn boek Family portret with Fidel. Franqui, een van Cienfuegos' naaste vrienden gedurende de Cubaanse revolutie, beweert dat Cienfuegos "sympathiseerde met het socialisme" en dat hij een politieke volgeling was van de marxist Che Guevara. Ook andere bronnen bevestigen dit en zowel Cienfuegos' vader als zijn broer Osmani Cienfuegos waren en zijn links radicalen. Osmani Cienfuegos is nog steeds lid van de communistische regering van Cuba.

## Dood
Minder dan een jaar na de overwinning op 28 oktober 1959 is Cienfuegos, onder volgens sommigen verdachte omstandigheden, verdwenen tijdens een cessna vlucht in slecht weer tussen Camagüey en Havana. Hij zat in het vliegtuig met een piloot en een sergeant. Kort na het vertrek kreeg de luchtmachtbasis van Camagüey het bericht dat een onbekend vliegtuig was gesignaleerd waarop een Sea Fury opsteeg. Na zijn landing meldde de piloot dat hij een vliegtuig had neergeschoten. Fidel Castro wachtte in Havana op zijn komst, maar uren na de verwachtte aankomsttijd werd een zoekactie gestart. De Cessna is nooit teruggevonden.
Met name Cubaanse bannelingen in de Verenigde Staten beweren dat het vliegtuigje van Cienfuegos is neergeschoten door de Cubaanse luchtmacht in opdracht van Castro en dat het weer tijdens zijn vlucht helemaal niet slecht was zoals wordt beweerd door de Cubaanse autoriteiten. Fidel Castro heeft deze beschuldigingen altijd met kracht van de hand gewezen. Volgens veel historici is de meest waarschijnlijke oorzaak van zijn dood een ongeval.

## Eerbetoon
Cuba heeft een socialistische orde, de Orde van Cienfuegos naar hem genoemd. In Havana is tevens een (internationale) oogkliniek gevestigd die zijn naam draagt.
Op 28 oktober 2009, werd ter nagedachtenis van zijn 50 jaar overlijden, een 100-ton stalen voorstelling van Cienfuegos' gezicht en zijn woorden "Vas bien, Fidel" aangebracht op de muur van het Ministerie van Informatie en Communicatie op het Plaza de la Revolución. 
(Tijdens een toespraak op 8 januari 1959, onderbrak Castro zijn speech om aan Cienfuegos te vragen "¿Voy bien, Camilo?" ("Doe ik het goed Camilo?") Hij antwoordde met:"Vas bien, Fidel" ("Je doet het prima, Fidel"). Dit werd opgepakt door het publiek en werd een slogan van de revolutie.)

## Naslagwerk
- (en)  Carlos Franqui Camilo Cienfuegos, Crupo Editorial Planeta/Seix Barral (2002) ISBN 9507313303

- Bibsys: 99060046
- Biblioteca Nacional de España: XX888484
- Bibliothèque nationale de France: cb13748532j (data)
- Gemeinsame Normdatei: 124522122
- International Standard Name Identifier: 0000 0001 1886 2168
- Library of Congress Control Number: n81066314
- Nationale Bibliotheek van Tsjechië: mzk2007411237
- Nationale Bibliotheek van Israël: 987007438540405171
- Nationale Bibliotheek van Polen: a0000003758494
- Istituto Centrale per il Catalogo Unico: UFIV004054
- SNAC: w6hj0n2r
- Système universitaire de documentation: 075669102
- Virtual International Authority File: 40314318
- WorldCat: E39PBJcGgMYGG4frXDTBXqp773